# Shelley Winters
Shelley Winters   (East St. Louis, 18 d'agost de 1920 - Beverly Hills, 14 de gener de 2006) de nom real Shirley Schrift, va ser una actriu estatunidenca que tingué una carrera de set dècades i que va gaudir d'una gran popularitat entre els anys 1950 i 60. Va aparèixer en gran quantitat de pel·lícules i va guanyar dos Oscar a la millor actriu secundària per les pel·lícules The Diary of Anne Frank (1959) i A Patch of Blue (1965) i va rebre nominacions per A Place in the Sun (1951) i L'aventura del Posidó (1972), per la que va guanyar un Globus d'Or a la millor actriu secundària. També va ser molt popular per les seves aparicions a televisió, particularment a la série Roseanne i va escriure tres llibres autobiogràfics.
Va estar casada amb el també actor Vittorio Gassman, amb qui tingué una filla.

## Filmografia
- There's Something About a Soldier (1943)
- What a Woman!: Secretària (1943)
- The Racket Man: petit paper (1944)
- Sailor's Holiday Gloria Flynn(1944)
- Knickerbocker Holiday: Ulda Tienhoven(1944)
- Les models (Cover Girl): noia (1944)
- She's a Soldier Too'Silver' Rankin (1944)
- Dancing in Manhattan (1944)
- Together Again: jove dona (1944)
- Aquesta nit i sempre (Tonight and Every Night) (1945)
- Escape in the Fog: taxista (1945)
- Les mil i una nits (A Thousand and One Nights) (1945)
- The Fighting Guardsman: Nanette (1946)
- Two Smart People: Princesa (1946)
- Susie Steps Out (1946)
- Abie's Irish Rose (1946)
- Titanic, or Oh What A Big Ship (1946)
- New Orleans: Miss Holmbright (secretària de Nick a Chicago) (1947)
- Living in a Big Way: noia de la Junior League (1947)
- The Gangster: Hazel (1947)
- A Double Life (1947)
- Killer McCoy (1947)
- Riu vermell (Red River) (1948) (no surt als crèdits)
- Larceny: Tory(1948)
- El plor de la ciutat (Cry of the City): Brenda Martingale (1948)
- Take One False Step: Catherine Sykes (1949)
- El gran Gatsby (The Great Gatsby): Myrtle Wilson (1949)
- Johnny Stool Pigeon: Terry Stewart (1949)
- Winchester '73: Lola Manners (1950)
- South Sea Sinner (1950)
- Frenchie: Frenchie Fontaine (1950)
- Va arribar fins al final (He Ran All the Way): Peggy Dobbs (1951)
- A Place in the Sun: Alice Tripp (1951)
- Behave Yourself!: Kate Denny (1951)
- The Raging Tide (1951)
- Meet Danny Wilson (1952)
- Phone Call from a Stranger: Bianca Carr, àlies "Binky Gay" (1952)
- Frontera oberta (Untamed Frontier): Jane Stevens (1952)
- My Man and I: Nancy(1952)
- Tennessee Champ: Sarah Wurble(1954)
- Saskatchewan: Grace Markey (1954)
- Playgirl: Fran Davis (1954)
- Executive Suite: Eva Bardeman (1954)
- Mambo (1954)
- Cash on Delivery (1954)
- I Am a Camera: Natalia Landauer (1955)
- El gran ganivet (The Big Knife): Dixie Evans (1955)
- La nit del caçador (The Night of the Hunter): Willa Harper (1955)
- The Treasure of Pancho Villa: Ruth Harris (1955)
- Mil vegades mort (I Died a Thousand Times): Casa Gibson (1955)
- The Diary of Anne Frank: Mrs Petronella Van Daan (1959)
- Un demà arriscat (Odds Against Tomorrow) (1959)
- Let No Man Write My Epitaph: Nellie Romano (1960)
- The Young Savages: Mary di Pace (1961)
- Lolita (1962)
- The Chapman Report: Sarah Garnell (1962)
- The Balcony: Senyora Irma (1963)
- Wives and Lovers: Fran Cabrell (1963)
- Time of Indifference: Lisa (1964)
- A House Is Not a Home : Polly Adler (1964)
- The Greatest Story Ever Told (1965)
- A Patch of Blue: Rose-Ann D'Arcy (1965)
- The Three Sisters: Natalya (1966)
- Harper: Fay Estabrook (1966)
- Alfie: Ruby (1966)
- Enter Laughing: Mrs Emma Kolowitz (1967)
- Els caçadors de cabelleres (The Scalphunters): Kate (1968)
- Wild in the Streets: Mrs Daphne Flatow (1968)
- Buona sera, Sra. Campbell (Buona Sera, Mrs. Campbell): Shirley Newman (1968)
- The Mad Room: Mrs Armstrong (1969)
- Arthur! Arthur! (1969)
- Maleïda mare: Kate Barker (1970)
- How Do I Love Thee?: Lena Mervin (1970)
- Flap: Dorothy Bluebell (1970)
- Què li passa a Helen? (What's the Matter with Helen?) (1971)
- Qui va matar la tieta Roo? (Whoever Slew Auntie Roo?): Rosie Forrest (1971)
- Something to Hide (1972)
- L'aventura del Posidó (The Poseidon Adventure) : Bonica Rosen (1972)
- Blume in Love: Mrs Cramer (1973)
- Cleopatra Jones: Mommy (1973)
- Poor Pretty Eddy: Bertha (1975)
- Journey into Fear : Mrs Mathews (1975)
- Diamonds: Zelda Shapiro (1975)
- Una mica de sort (That Lucky Touch): Diana Steedeman (1975)
- The Scarlet Dahlia (1976)
- Next Stop, Greenwich Village: Fay Lapinsky (1976)
- El quimèric inquilí: la conserge (1976)
- Mimì Bluette... Flower of My Garden: Caterina (1977)
- Black Journal (1977)
- Tentacles (1977)
- A Very Little Man: Amalia Vivaldi (1977)
- Pete's Dragon: Lena Gogan (1977)
- Estirp indomable (King of the Gypsies): Reines Rachel(1978)
- The Visitor (1979)
- City on Fire: Infermera Harper Andrea(1979)
- The Magician of Lublin: Elzbieta (1979)
- S.O.B.: Eva Brown (1981)
- Looping: Carmen (1981)
- Fanny Hill: Mrs Cole (1983)
- Ellie: Cora Mae Jackson (1984)
- El pont de Brooklyn (Over the Brooklyn Bridge): Becky (1984)
- Déjà Vu: Olga Nabokova (1985)
- Witchfire: Lydia (1986)
- Very Close Quarters: Galina (1986)
- Força Delta (The Delta Force): Edie Kaplan (1986)
- Purple People Eater: Rita (1988)
- An Unremarkable Life (1989)
- Superstar: The Life and Times of Andy Warhol (1990) (documental)
- Touch of a Stranger (1990)
- Stepping Out: Mrs Fraser(1991)
- El cogombre (The Pickle): Yetta (1993)
- A Century of Cinema (1994) (documental)
- Il Silenzio dei prosciutti: Mrs Motel (1994)
- Heavy: Dolly Modino (1995)
- Backfire! (1995)
- On és el jurat? (Jury Duty) Mrs Collins (1995)
- Mrs. Munck: Tia Monica (1995)
- Raging Angels: Àvia Ruth(1995)
- The Portrait of a Lady : Mrs Touchett (1996)
- Gideon: Mrs Willows (1999)
- La Bamba: Prof. Summers (1999)
- A-List (2006)

## Premis i nominacions

### Premis
- 1960: Oscar a la millor actriu secundària per The Diary of Anne Frank
- 1964: Primetime Emmy a la millor actriu per Bob Hope Presents the Chrysler Theatre
- 1966: Oscar a la millor actriu secundària per A Patch of Blue
- 1973: Globus d'Or a la millor actriu secundària per L'aventura del Posidó

### Nominacions
- 1952: Oscar a la millor actriu per A Place in the Sun
- 1952: Globus d'Or a la millor actriu dramàtica per A Place in the Sun
- 1960: Globus d'Or a la millor actriu secundària per The Diary of Anne Frank
- 1963: Globus d'Or a la millor actriu dramàtica per Lolita
- 1966: Primetime Emmy a la millor actriu en sèrie dramàtica per Bob Hope Presents the Chrysler Theatre
- 1967: Globus d'Or a la millor actriu secundària per Alfie
- 1973: Oscar a la millor actriu secundària per L'aventura del Posidó
- 1973: Globus d'Or a la millor actriu secundària per L'aventura del Posidó
- 1973: BAFTA a la millor actriu secundària per L'aventura del Posidó
- 1975: Primetime Emmy a la millor actriu secundària en sèrie per McCloud
- 1977: Globus d'Or a la millor actriu secundària per Next Stop, Greenwich Village
- 1978: BAFTA a la millor actriu secundària per Next Stop, Greenwich Village